# Marisa Manchado
María Luisa Manchado Torres conocida como Marisa Manchado (Madrid, 1956) es una compositora de música clásica y profesora española. Ha sido subdirectora general de Música y Danza del Instituto Nacional de las Artes Escénicas y de la Música (INAEM).

## Trayectoria
Tras sus estudios en el Real Conservatorio Superior de Música de Madrid, bajo Carmelo Bernaola, se ha formado con Antón García Abril, Luis de Pablo, Brian Ferneyhough y Olivier Messiaen.
Entre sus obras se encuentran tres óperas: El cristal de agua fría, con libreto de Rosa Montero, Escenas de la vida cotidiana, estrenada en el Festival de Otoño de Madrid, y La Regenta (basada en la novela homónima
de Clarín, con libreto de Amelia Valcárcel).
Su Concierto para fagot y orquesta “Notas para la paz”, compuesto por encargo de la Orquesta Nacional de España y con Enrique Abargues como solista, se estrenó el 27 de abril de 2012 en Madrid bajo la batuta del director japonés Kazushi Ono.
En el año 2024 recibió el Premio Nacional de Música en la modalidad de Composición por su ópera “La Regenta”.